# 666: The Beast
666: The Beast, conocida también como La Profecía del 666, es una película estadounidense de 2007 dirigida por el director de cine Nick Everhart y escrita por Everhart y Benjamin Henry. Está basada en la película Omen III: The Final Conflict y es la continuación del filme 666: The Child.

## Sinopsis
Donald Lawson ahora es un adulto, está decidido a cumplir su destino de la profecía del apocalipsis como el Anticristo. Un amigo de origen judío llamado Ashmed, le ayudará a descubrir su propia identidad, cuando Donald no puede explicarse de su propia conducta inconsciente. Su esposa Kate quien está embarazada y esperando a su hijo, mediante las señales de los estigmas ha sido la elegida para dar a luz al encarnado del Mesías, contando con la protección de unos sacerdotes católicos. Donald Lawson intentará matar a su propio hijo, quien ha sido destinado para salvar al mundo y derrotar a los próximos Anticristos en el futuro. Finalmente su esposa Kate, será quien vencerá a Donald, el hijo del Diablo.

## Reparto
| Actor             | Personaje          | Descripción      | Notas                       |
| ----------------- | ------------------ | ---------------- | --------------------------- |
| Chad Mathews      | Donald Lawson      |                  |                             |
| Makinna Ridgway   | Kate o Sarah       |                  |                             |
| Alma S. Gris      | Sydonai            |                  | Acreditada como Alma Saraci |
| Amol Shah         | Ashmed Chammadai   | Empresario judío |                             |
| Collin Brock      | Padre Diácono Caín |                  |                             |
| Giovanni Bejarano | Detective Ellison  |                  |                             |
| Doug Burch        | Detective Jackson  |                  |                             |
| Justin Spanko     | Padre Jones        |                  |                             |